# Eleccions generals de l'Uruguai de 1950
Les eleccions generals de l'Uruguai de 1950 es van celebrar el diumenge 26 de novembre del 1950, en una primera i única volta, amb la intenció d'escollir un nou president de la República Oriental de l'Uruguai, càrrec que, fins a la data, ocupava el centredretà Luis Batlle Berres, en guanyar les eleccions del 1946 al costat de Tomás Berreta Gandolfo, que va morir el 1947. També, segons aquest sistema, es van presentar els candidats a intendents municipals pels seus respectius departaments.
D'acord amb la Constitució del 1942, es van votar els càrrecs de president i de vicepresident. Va triomfar novament el Partit Colorado amb la fórmula d'Andrés Martínez Trueba - Alfeo Brum Rodríguez, que va assumir l'1 de març de 1951. No obstant això, cal destacar que poc temps després es va votar una reforma constitucional (1952), la qual establia un canvi important i significatiu al Poder Executiu. Es va crear un cos col·legiat de nou membres, el Consell Nacional de Govern, presidit per Trueba. Al costat de l'elecció del cap d'Estat, també es van votar els càrrecs de senador i de diputat.
Simultàniament es van celebrar les eleccions dels dinou governs departamentals. Va estar vigent el sistema pel qual es podien presentar lemes departamentals per escollir candidats segons conveniència local (a diferència d'altres eleccions, en les quals només es podien postular candidats per lemes nacionals).
La famosa frase "Com l'Uruguai no n'hi ha" (en castellà, Como el Uruguay no hay) va ser utilitzada en aquestes eleccions per militants del batllisme, enmig de l'eufòria per un país que no cessava de créixer, amb un benestar que li mereixia el nom de la "Suïssa d'Amèrica", i que també havia guanyat el campionat mundial de futbol per segona vegada.

## Candidats

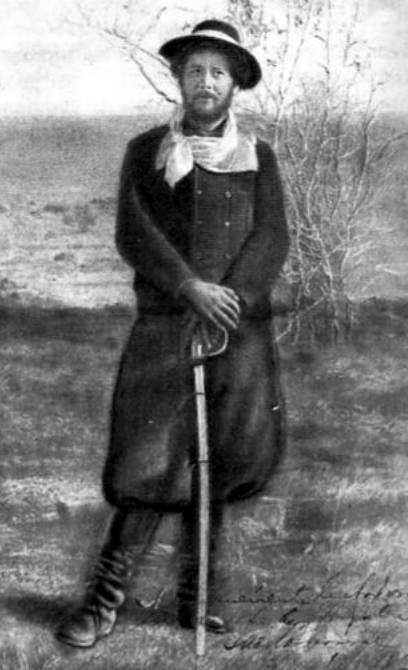
El nacionalista Luis Alberto de Herrera fou el candidat més votat del seu partit.

Els candidats presidencials d'aquest any van ser:
- Pel PC: Andrés Martínez Trueba - Alfeo Brum Rodríguez (fórmula guanyadora); César Mayo Gutiérrez - Lorenzo Batlle Pacheco; i Eduardo Blanco Acevedo - Cyro Giambruno.
- Pel PN: Luis Alberto de Herrera - Martín Recaredo Echegoyen.
- Pel PNI: Asdrúbal Delgado - Alberto Roldán.
- Pel PSU: Emilio Frugoni - Ulises Riestra.
- Pel PCU: Eugenio Gómez - Emilio Costa.
- Per l'UCU: Juan Vicente Chiarino - Julio García Otero.
- Pel PL: Luis Strazzarino - Francisco Reboredo.
- Pel PDDC: Ramón Rodríguez Socas - José dall'Orso.